# Pontpoint
Pontpoint är en kommun i departementet Oise i regionen Hauts-de-France i norra Frankrike. Kommunen ligger i kantonen Pont-Sainte-Maxence som tillhör arrondissementet Senlis. År 2022 hade Pontpoint 3 279 invånare.

## Befolkningsutveckling
Antalet invånare i kommunen Pontpoint
| Referens: INSEE |